# Автокефалия Русской церкви

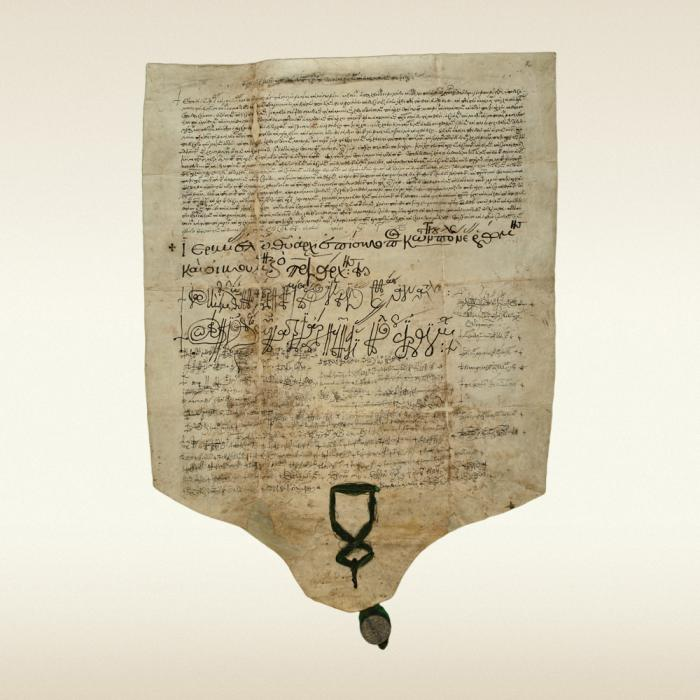
Грамота Константинопольского собора об основании Московского патриархата, май 1590 года

Автокефалия Русской церкви — обретение Русской Церковью с центром в Москве самостоятельности и независимости от Константинопольского патриархата с правом самостоятельного избрания предстоятеля Русской Церкви собором епископов. Фактическим началом автокефалии Русской Церкви принято считать избрание епископа Рязанского Ионы митрополитом Киевским и всея Руси на поместном соборе 1448 года. Причиной, которая привела к самостоятельному избранию митрополита в Москве, стала уния, подписанная в 1439 году представителями восточных православных церквей и Римской церкви и утверждённая императором Иоанном VIII Палеологом. Русская церковь с центром в Киеве и далее продолжала оставаться в юрисдикции Константинопольского патриархата. В 1589 году московские митрополиты получили патриаршее достоинство и формальное признание автокефалии в пределах Русского царства — от Константинопольского патриарха Иеремии II и остальных Восточных патриархов.

## Предыстория
Подписанная 6 июля 1439 года во Флоренции уния на Руси встретила неприятие. Пока Киевский митрополит-униат и новоявленный папский легат Исидор добирался до Москвы, возглашая по дороге заключённую унию в западных епархиях, другие участники посольства успели прибыть в столицу раньше и сообщить о совершённом во Флоренции «предательстве греками» Православия. Впрочем, и в Польше, и в Литве уния не была признана. Во многом этому способствовала поддержка польским королём Казимиром «базельского» папы Феликса V и непризнание им заключившего унию папы Евгения IV. На стороне Базельского собора и папы Феликса был и польский епископат, который к тому же был настроен весьма непримиримо в отношении к православным догматам и обрядам. Благосклоннее к делу унии отнеслись в Смоленске и Киеве. Исидор прожил в Киеве всю зиму и в феврале отбыл в Москву.
Исидор прибыл в Москву только на Страстную седмицу Великого Поста 19 марта 1441 года. Папский легат вступил в столицу по церемониалу католического епископа, с преднесением креста. К его приезду в Москве готовились, однако дали отслужить Литургию в кафедральном Успенском соборе. Во время литургии вопреки обычаю митрополит первым помянул не Константинопольского патриарха, а папу Евгения. По окончании Исидор провозгласил унию. После этого, великий князь Василий, назвав митрополита волком, изгнал его из храма, а через три дня он был арестован и заключён в Чудов монастырь. Впрочем, впоследствии (и с этим согласны все исследователи) Исидору дали возможность бежать в Литву, тем самым избавив себя от неприятной обязанности судить отступника-митрополита.
После ареста митрополита великий князь из епископов, находившихся в это время в Москве, созвал собор. Присутствовали шесть из восьми епископов подконтрольной Василию II Северо-восточной Руси: Ростовский Ефрем, Рязанский Иона, епископ Суздальский Авраамий, Сарайский Иов, Пермский Герасим, Коломенский Варлаам. Никаких соборных документов не сохранилось (если они вообще были). Документом, вероятно связанным с собором, стало послание великого князя Константинопольскому патриарху. По меньшей мере, послание было составлено и отправлено. Известно два варианта этого документа, близких по тексту. Одно адресовано патриарху Митрофану, другое — на имя императора Иоанна VIII. Второе послание известно в составе 2-й Софийской летописи. Оба послания позволяют установить год их составления. Но если в первом фигурирует 1441 год, то второе послание указывает на 1443-й. Трудно сказать, была ли повторная попытка через два года связаться с Константинополем, или же просто переписчик допустил вполне объяснимую ошибку, но именно 2-я Софийская летопись сообщает, что, узнав о принятии унии императором и патриархом, великий князь вернул посольство с дороги, и послания адресатов не достигли.
Тем не менее, этот документ представляет немалый интерес. Подробно извещая о произошедшем с Исидором, послание отвергает унию, как противоречащую «древнему нашему благочестию и православной вере». При этом упоминаются основные пункты расхождения с «латинянами». Это учение о «двойном» исхождении Святого Духа (filioqve), совершение Евхаристии на пресном хлебе, учение о чистилище. Отвергается и право Папы выступать в качестве учителя Церкви. В послании подчёркивется верность «вашей греческой вере». При этом великий князь просит позволения ставить митрополита собором русских епископов. Поводом для этой просьбы была «нужа далечного и непроходного путешествия» — трудность далёкого путешествия. Впрочем, великий князь просит патриаршего благословения и выражает желание «никако же разлучно от вас имать бытии наше православное христианство до века».
Действие московитов было активно поддержано на Афоне. От афонского протата и всех афонских иноков в Москву на имя князя Василия было направлено послание с поддержкой действий против унии.

## Избрание Ионы митрополитом Киевским и всея Руси на Московском соборе
После изгнания Исидора русская митрополия несколько лет оставалась вакантной. Политическая ситуация в стране не способствовала разрешению церковных дел: в это время вновь вспыхнула борьба за власть между Василием II и Дмитрием Шемякой. В 1445 году хан Улуг-Мухаммед начал наступление на русские земли. Проиграв сражение под Суздалем, князь Василий попал в плен, но в скором времени за огромный выкуп он был отпущен. А в феврале 1446 года Дмитрий Шемяка без труда овладел Москвой. Вероятно, желая привлечь на свою сторону духовенство, Шемяка пригласил в Москву рязанского епископа Иону и предложил жить ему на митрополичьем дворе.
Выбор Ионы Рязанского Шемякой связан был не с его личными предпочтениями: Иона уже дважды претендовал на Киевскую митрополию. Первый раз — после смерти митрополита Фотия в 1431 году. Тогда в Константинополе поставили смоленского епископа Герасима, ставленника литовского князя Свидригайло. Тем не менее Иона уже в это время считается наречённым митрополитом. После гибели Герасима в 1435 году Иона отправился в Константинополь, но там на Киевскую митрополию уже был поставлен Исидор: в преддверии заключения унии для её сторонников важно было иметь на крупнейшей митрополии последовательного её сторонника.
Шемякино правление продлилось недолго. В декабре 1446 года сторонники Василия захватили Москву, а сам великий князь водворился в столице в феврале 1447 года. В декабре 1448 года церковный собор утвердил Иону митрополитом. На соборе, кроме рязанского владыки, присутствовали епископы четырёх епархий: Ефрем Ростовский, Варлаам Коломенский, Питирим Пермский, Авраамий Суздальский. Архиепископ Новгородский Евфимий II и тверской епископ Илия прислали повольные грамоты.
Сложность ситуации состояла в том, что Иона был избран собором епископов только Северо-восточной Руси. Епископы Литвы в этом случае оказывались не у дел, и была вероятна опасность сепаратистских настроений на западе митрополии. Однако этого не произошло. Ещё во время своего бегства из Москвы Исидор попытался закрепиться в Литве и таким образом отделить западные епархии, склонив их к принятию унии. Намерение это не увенчалось успехом уже вследствие позиции короля Казимира IV, разорвавшего отношения с Римом. В 1447 году при сменившем папу Евгения папе Николае V отношения между польским королём и Римом были восстановлены. Однако, в силу, очевидно, политических причин, а также из-за активного неприятия идеи унии польским епископатом в Кракове решили поддержать московского ставленника на Киевскую митрополию. В 1451 году Казимир особой грамотой признал Иону митрополитом Киевским, подтвердив его права на все церковные имения на территории своего государства.
Ранее Ионой с просьбой поддержки было отправлено послание киевскому князю Александру. В послании Иона ссылается на известные прецеденты поставления митрополитов на Руси «негладости ради». В послании утверждается, что «кроме соборной церкви Святой Софии и царских полат во всём Царьграде … нигде не поминается папино имя». Посылать не к кому, делается вывод в послании, «царь не таков а ни патриарх не таков, иномудрствующе».. Подобные послания были направлены литовской знати и духовенству.
Послание с извещением о избрании в Москве митрополита было составлено и на имя императора Константина XI от великого князя Василия. Датируется 1452 годом. Известно два списка послания, несколько отличных по тексту. Одно послание помечено: «… да не пошла», то есть послание отправлено не было. Судьба другого варианта неизвестна. О какой-либо реакции Константинополя так же неизвестно. Тем не менее текст послания показателен. В послании утверждается, что поставление произошло «не кичением, и не дерзостью», а из-за обстоятельств времени. Подробно излагается история с изменой Исидора и напоминается об обещании поставить после Исидора Иону. О причинах вынужденного нарушения канонического порядка великий князь пишет: «В ваших благочестивых державах, в церкви Божией разногласия бысть, а в путных шествиях неудобьепроходо шествие бысть, а в наших странах всяко неустроение». Кроме того, не известно, есть ли вообще патриарх в Константинополе: «Не вемы, аще уже есть в державах святого ти царствия, в царствующем граде, святейший Патриарх». Заявляется желание восстановить отношения «разве нынешних новоявльшихся разногласий». Послание завершается уверением: «А даст ли Бог, будет у святого ти царствия в святей соборней апостольской церкви Патриарх, по древнему благочестию; и мы должны о всех наших положеньих писати и посылати к его святыни о всем, и благословения требовати».
Формально автокефалия провозглашена не была. Более того, в Москве демонстрировали желание восстановления прежних отношений.

## Сношения с Константинопольским патриархатом после падения Константинополя
В мае 1453 года Константинополь был захвачен турками. В январе 1454 года волей султана Мехмеда Завоевателя, оставшиеся в городе и его окрестностях епископы избрали патриарха — первого православного после подписания унии. Им стал признанный глава антиуниатской партии Геннадий Схоларий. Таким образом, в Константинополе появился православный патриарх, и это должно было иметь последствия в отношениях с Русской митрополией. Однако об этих отношениях известно крайне мало. Всего два документа сообщают нам о том, что сношения с кирихиальной церковью были восстановлены. Это не полностью сохранившееся послание к Константинопольскому патриарху и упоминание в «Сказании о Спасо-Каменном монастыре» Паисия (Ярославова) посольства игумена Кирилло-Белозерского монастыря Кассиана.
Послание патриарху вновь подтверждает готовность принимать благословение от Константинопольских патриархов. Послание указывает на ещё один документ, отправленный из Константинополя великому князю. По меньшей мере, этот документ, содержит требование переговоров с патриархией.
«Сказание о Спасо-Каменном монастыре», написанного Паисием (Ярославовым) сообщает, что игумен Кириллова монастыря Кассиан дважды был с посольством у патриарха. Целью посольства было «церковное исправление», однако, о каком «исправлении» идёт речь — неясно.

## Разделение русской митрополии
Если признание митрополита Ионы на западе митрополии в первое время было безусловным и утверждено поддержкой короля Казимира, то при сменившем папу Николая Каликсте III (1455—1458), положение изменилось. Король Казимир принял в качестве Киевского митрополита римского ставленника, сподвижника и ученика Исидора Григория Болгарина. Григорий, аббат монастыря св. Дмитрия в Константинополе, 15 октября 1458 года был посвящён патриархом-униатом Григорием Маммасом митрополитом Киевским, Литовским и всея Руси. Ранее, решением папы Каликста от 21 июля 1458, митрополия была разделена. Из документа следует, что отныне, по мнению Рима, поместная церковь Руси состоит из епархий «высшей России», управлявшуюся «раскольничьим монахом Ионой, сыном беззакония», и «нижней России». Таким образом «… Киевская митрополия разделялась папским указом, а не решением патриарха». В ведении Григория оказались 9 западных епархий Западной Руси. Правда при новом понтифике Пие II в январе 1459 «московская» часть митрополии Исидором была передана Григорию и целостность митрополии формально была восстановлена. В связи с этим Казимиру из Рима последовала просьба способствовать признанию Григория и в Москве. Иону же, если он появится в королевских владениях, необходимо было арестовать. Казимир добросовестно выполнил поручение, предложив принять Григория митрополитом и Василию II. Однако из Москвы потребовали «старины не нарушать» и отказались принимать митрополита-униата. «Старина», на которой настаивал московский князь, заключалась в зависимости принятия митрополитов на русскую кафедру только от русских князей.
Для противодействия унии митрополит Иона направил в литовские земли игуменов Троицкого монастыря Вассиана и Кириллова Кассиана к православному духовенству и дворянству с посланиями, в которых требовалось Григория не признавать. Однако умонастроение в среде литовского духовенства за эти годы изменилось. Епископы западных областей прислали митрополиту свои ответы, но содержание их неизвестно. Многие вместе со своим ответом отослали и копии грамот от папы и «арцибискупа» Константинополя Григория. Стало известно, что часть епископов сослужит униатскому митрополиту.
В этих условиях в конце 1459 года на соборе в Успенском соборе Кремля русские епископы, принявшие ранее рукоположения от Ионы, постановили: «Видя на самом деле, что по грехам нашим и по еретичеству отступника от православной веры Исидорова ученика Григория, называющего себя митрополитом Киевским, совершилось разделение Божиих Церквей Московской и Киевской и от этого разделения произошла великая пагуба для православия, мы как при нашем поставлении дали отцу нашему Ионе, так и теперь повторяем обещание — быть нам неотступными от святой Церкви Московской и от него и во всём повиноваться ему, а по отшествии к Богу повиноваться нам тому митрополиту, который по правилам святых апостолов и отцов будет поставлен в соборной церкви на Москве у гроба святого чудотворца Петра». В отношении же Григория было принято «грамот от него никаких не принимать и совещаний с ним не иметь ни о чём».
Собор подтвердил, что «разделение бысть святым Божиим церквам, московской зборной церкви с киевской церковью».

## Сношения с Иерусалимским патриархом
На фоне неопределённых отношений с Константинополем интерес представляют активные контакты с Иерусалимским патриархом. Самым ранним документом является прощенная грамота Иерусалимского патриарха Иоакима великому князю Василию, появившаяся до 1462 года.. Иерусалимский владыка разрешает великого князя от некого церковного запрещения. Причиной сближения, по всей видимости, оказались материальные нужды Иерусалимского патриархата: после османского завоевания Россия была единственным православным государством, которое могло оказать значительную помощь. Об этом сообщает послание митрополита Феодосия новгородцам и псковичам. Этот же документ сообщает, что и сам патриарх Иоаким в 1464 году собирался прибыть на русскую землю, для сбора милостыни и подачи благословения, но умер в Каффе. Вместо него миссию совершил его брат и протосинкел Иосиф, которого он просил поставить в митрополиты Кесари Филипповой. Просьба была выполнена, и Иосиф собором русских епископов был поставлен митрополитом Кесари. Сохранилась и настольная грамота митрополиту Кесарийскому Иосифу. Документ датирован апрелем 1464 года.
Из этих документов следует, что, по меньшей мере, в Иерусалиме законность самостоятельного поставления русских митрополитов признавали. Однако это единственные документы, называющие имя Иерусалимского патриарха начала 60-х годов XV века. Известен патриарх Иоаким, при котором был Иерусалимский патриарший собор в 1443 году, которого и считают автором разрешительной грамоты Василию II. Однако известно, что на Иерусалимской кафедре он находился с 1431 по 1450 год. О том, кто был патриархом Иерусалимским в начале 60-х, достоверных сведений, кроме упомянутых посланий на русском языке, нет.

## Схизма
В середине 1460-х униатский митрополит Киевский Григорий возвратился в подчинение православного патриарха в Константинополе и грамотой от 14 февраля 1467 года патриархом Дионисием I был предложен всем русским землям как единственный законный митрополит. Московский великий князь Иван III ответил категорическим отказом. В аргументации русской стороны появляется тезис об «изрушении греческого православия». Мысль об «изрушении» великий князь вкладывает в уста патриарха Симеона. Когда в 1475 году в Константинополе митрополитом Киевским был поставлен Спиридон Сатана, в формуле обещательной грамоты при поставлении на епископскую кафедру появилась фраза: «А к митрополиту Спиридону, нарицаемому Сатана, взыскавшем поставление в областях безбожных турок от поганого царя, или кто будет иной митрополит, поставленный от латын или от турской области, не приступати мне к нему». Таким образом, в Москве Константинопольский патриарх был фактически уравнен с униатским. Однако, как отмечает Н. В. Казакова, этот тезис получил распространение в основном в официальном летописании и документах, связанных с политическими кругами. Наряду с ним остается мнение оправдывающее самочинную автокефалию внешними условиями и не подвергающее сомнению «греческое православие» и настаивающее на законности такого акта.

## Восстановление сношений с Константинопольским патриархатом
На неофициальном уровне сношения с «греками» никогда не прекращались. А потребность утратившей поддержку государства церкви в средствах заставляло обращаться за милостыней в Московию и Константинопольских патриархов. В свою очередь и русские отправлялись в длительные паломничества в Константинополь, на Афон, Палестину и Синай. Так известна длительная поездка в Константинополь, на Синай и Афон в 70-х годах XV века заволжских монахов Нила Сорского и Иннокентия Комельского. Вообще в среде «нестяжателей» отношение к «грекам» не отличалось тем ригоризмом, который мы находим в официальных документах.
Частичное восстановление отношений происходит при «нестяжательном» митрополите Варлааме. В 1518 году в Москву от патриарха Константинопольского Феолипта прибывает официальная делегация, возглавляемая митрополитом Зихнийским Григорием. Причиной визита была всё та же милостыня, но митрополит Григорий привёз с собой официальное письмо от патриарха. В послании митрополит Варлаам титулуется по старому, митрополитом Киевским и всея Руси. Однако принять благословение от патриарха русский митрополит отказался.
По всей видимости, приезжие греки часто задавали вопрос о том, на каком основании русские митрополиты не едут в Константинополь на поставление, и это вызывало раздражение в московском обществе. В составе делегации в Москву прибыл и Максим Грек, прибывший с Афона по приглашению великого князя для перевода богослужебных книг. Максим Грек неоднократно выражал недоумение отказом принимать в Москве митрополита от Константинополя. Русские пытались убедить учёного грека, говорили о каких-то патриарших актах, но самих документов никто предоставить не мог. Максим Грек пишет сочинение, в котором пытается убедить своих оппонентов о сохранности чистоты православия и под властью безбожного царя. В конце концов, эти сомнения стали одним из пунктов обвинения преподобного Максима на судах 1525 и 1531 годов. На суде преподобный Максим подтвердил своё отрицательное отношение к русской автокефалии.
Неразрешённость вопроса о правовом статусе Русской Церкви однако не мешало продолжению сношений с Константинополем. С востока приходили просьбы о материальной помощи, русская сторона обращалась на Восток по своим нуждам. Так в 1557 году в Константинополь и на Афон для подтверждения царского титула Ивана Грозного была направлена делегация Феодорита Кольского. Посольство прошло успешно, и официальное подтверждение царского титула от восточных патриархов было получено. А в 1586 в Москву прибыл Антиохийский патриарх Иоаким. В 1589 году Москву посетил и Константинопольский патриарх Иеремия II. В России воспользовались этим и смогли провести переговоры об учреждении Московского патриархата. С учреждением патриаршества на Руси в 1589 году вопрос о законности автокефалии был снят.

## Оценка профессора Владислава Цыпина
Священнослужитель Русской православной церкви профессор Московской духовной академии Владислав Цыпин утверждает правомерность установления автокефалии Русской церкви в 1448 году — на основании 15-го правила Двукратного собора 861 года: «Отделяющегося от общения с предстоятелем ради некия ереси, осуждённой святыми соборами или отцами, когда он проповедуют ересь всенародно и учит оной открыто в церкви, таковые аще оградят себя от общения с глаголемым епископом прежде соборного рассмотрения, не только не подлежат положенной правилами епитимии, но и достойны чести, подобающей православным. Ибо они осудили не епископов, а лжеепископов и лжеучитилей, и не расколом пресекли единство Церкви, но потщились охранить Церковь от расколов и разделений».